# Gonionchus sensibilis
Gonionchus sensibilis is een rondwormensoort uit de familie van de Xyalidae. De wetenschappelijke naam van de soort is voor het eerst geldig gepubliceerd in 1977 door Lorenzen.